# 王有光 (英國傳教士)
王际唐（1843年—1909年），清朝英国圣公会在华传教士，是英国圣公会最早华人牧师之一。教名有光，世称王有光。

## 生平
祖籍浙江省宁波府奉化县税务场，家族居奉化600余年。父王世官，母蔡氏，家中有一弟王际汉及一妹。1843年生于慈溪县庄桥。鸦片战争清朝战败，宁波府为五口通商之一，开埠后西方尤其英美商人传教士涌入，基督教大为流行，王母蔡氏皈依基督教。王世官早逝，蔡氏独立抚养二子一女，送王际唐入宁波城中义塾上学，该义塾即为中国最早圣公会学校之一的宁波圣三一书院。
王际唐在圣三一书院熟习圣经，因基督教本义“主为普世之光，信主则得光明”而得教名“有光”，自此得名“王有光”。王氏襄理英国圣公会在华三代牧师禄赐悦理（William Armstrong Russell）、慕稼毂（George Evans Moule，1828年至1912年，后任英国圣公会杭州主教）、慕雅德（Arthur Evans Moule，慕稼毂之弟，1836年至1918年）。王协助禄赐翻译圣经为宁波话，并大力协助其教务。王并任圣三一书院教习，主持宁波圣公会男童寄宿学校，任校监。
1876年6月11日（基督教聖三一主日），王与夏光耀（慈溪人，英文作：O Kwong-yiao，本名夏志水）、陳誌醒（慈溪人，英文作：Dzing Ts-sing，教徒Stephen Dzing子，上海知名傳教士Dzing Kyi doh兄）在宁波册封为牧师，是中国最早获册封的英国圣公会牧师。王氏任牧师期间，圣公会在浙东有很大发展，教徒不再单一自“草根阶层”，而有社会高层加入。王认为“儒家思想根深蒂固”是他传教的一大障碍，信徒并不全部接受《圣经》，仍持儒家思想，王祈祷“希望上帝能赐予他们力量”。王亦在上海传教，有文献称其亦为美国美以美会牧师。
英国圣公会原计划于1909年册封王为在华首位主教，但王于同年在上海先逝，在华主教之位因此大为延后，终于1918年由王的同侪沈恩德之子沈載琛出任。

## 家族
王于1871年娶基督徒施幼娴（1853年至1946年，慈溪人）为妻。有五子（“正”字辈）四女，开创王有光家族，是清末民国中国七大基督教家族之一，后代著名人物辈出，尤闻名于中美政界。
- 子：
  - 长子王正庸
  - 二子王正康
  - 三子王正府，后改作王正黼，冶矿先驱
  - 四子王正序，银行家
  - 五子王正廷，中华民国政要[1]
- 女：
  - 长女王春梅
  - 次女王桂月
  - 三女王灵恩，嫁陈章生
  - 四女王信恩